# Геленув (Бжезінський повіт)
Геленув (пол. Helenów) — село в Польщі, у гміні Бжезіни Бжезінського повіту Лодзинського воєводства.
Населення — 107 осіб (2011).
У 1975-1998 роках село належало до Скерневицького воєводства.

## Демографія
Демографічна структура станом на 31 березня 2011 року:
|          | Загалом | Допрацездатний вік | Працездатний вік | Постпрацездатний вік |
| -------- | ------- | ------------------ | ---------------- | -------------------- |
| Чоловіки | 49      | 13                 | 32               | 4                    |
| Жінки    | 58      | 12                 | 33               | 13                   |
| Разом    | 107     | 25                 | 65               | 17                   |